# اضطراب الأخلاط

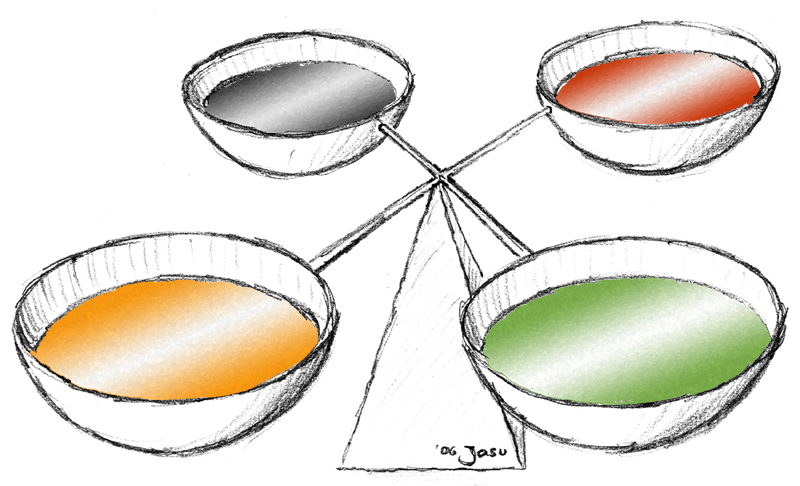

اضطِرابُ الأخلاط أو عدم توازُن الأخلاط أو خَلَلُ المِزاج أو سوء المِزَاج أو اعتلال المِزَاج (بالإنجليزية: Dyscrasia) هو مَفهوم من الطب اليوناني القديم، ويَعني الخَليط السيء.
طُورَ مَفهوم اضطراب الأخلاط بواسطة الطبيب اليوناني جالينوس، الذي وضعَ نموذج الصحة والمرض على أنه يعتمدُ على العناصر والصفات والأخلاط والأعضاء والمَزاج. تُفهم الصحة من هذا المنظور على أنها حالة من الانسجام والتوازن بين هذه المكونات الأساسية وتُسمى استواء المِزاج (بالإنجليزية: Eucrasia)، وتم تفسير المرض بأنهُ عدم تناسب بين السوائل الجسدية أو الأخلاط الأربعة: البلغم والدم وعصارة المرارة الصفراء والسوداء، وتُسمى حالة عدم التوازن باضطرابِ الأخلاط.

## الاستخدام القديم
بالنسبة لليونانيين، فاضطرابُ الأخلاط يعني عدم التوازن في الأخلاطِ الأربعة: الدم والبلغم وعصارة المرارة الصفراء والسوداء. حيثُ يعتمد على وجود توازن وانسجام بينها في الجسم، وأي تغيير في التوازن بين هذه الأربعة هو المُسبب المباشر للمرض.

## الاستخدام الحديث
لا يزال استخدام هذا المُصطلح موجودًا أحيانًا في الكُتب الطبية، بحيثُ يقصدُ به الاضطراب غير المُحدد بالدم. بشكلٍ خاص يُعرف في الطب الحديث على أنهُ حالة مرضية عامة تنتج عن وجود مادة غير طبيعية في الدم، وغالبًا ما يُطبق على الأمراض التي تؤثر على خلايا الدم أو الصفائح الدموية. من الممكن أن تظهر أدلة حدوث اضطراب الأخلاط في خلايا الدم البيضاء التي عددها أكثر من مليون.
يُعتبر اضطراب أخلاط الخلايا البلازمية مُرادفًا مع وجود البارابروتين في الدم.
تُستخدم مضاد مستقبلات الهستامين 2 مثل الفاموتيدين والنيزاتيدين في علاج القرحة الهضمية، وتُعرف بتسبيبها اضطراب أخلاط الدم، والذي يؤدي إلى فشل نخاع العظم في 1 لكل 50,000 مريض.

## التسمية
يُسمى اضطراب الأخلاط أيضًا باسم سوء المِزاج، حيثُ يَجب التفريقُ بين المَزَّاج وَالمِزَاجُ، فالمِزَاج (جمعه أمزِجة) هو استعدادٌ جِسميٌّ عقليٌّ خاصٌّ كان القدماء يعتقدون أَنه ينشأُ عن أن يتغلَّب في الجسم أَحد العناصر الأربعة، وهي: الدم، والصَّفراء، والسَّوداءُ، والبلغم ومن ثمَّ كانوا يقولون بأَربعة أَمزجة، هي: الدَّمويّ، والصَّفراويّ، والسَّوداوِيّ، والبلغميّ.